# Марк Емилий Лепид (трибун)
Вижте пояснителната страница за други личности с името Марк Емилий Лепид.
Марк Емилий Лепид (на латински: Marcus Aemilius Lepidus; * ок. 210 пр.н.е.; † след 190 пр.н.е.) е военен на Римската република през началото на 2 век пр.н.е.
Произлиза от фамилията Емилии, клон Лепиди. Емилии Лепидите са до началото на ранната Римска империя между водещите фамилии в Рим. Син е на Марк Емилий Лепид (понтифекс максимус, цензор, консул 187 и 175 пр.н.е.). Внук е на Марк Емилий Лепид (претор 218 пр.н.е.).
През 190 пр.н.е. той служи като военен трибун в Римско-сирийската война (192 – 188 пр.н.е.) против Антиох III Велики. Командва военния лагер по време на битката при Магнезия в Лидия през декември 190 пр.н.е. с главнокомандващ Луций Корнелий Сципион Азиатски. Командва 2.000 души и възпрепятства настъплението на Антиох III. (Ливий, XXXVII 43).
Баща е на Марк Емилий Лепид Порцина (консул 137 пр.н.е.).